# ケフィア事業振興会
株式会社ケフィア事業振興会（ケフィアじぎょうしんこうかい）は、東京都千代田区に本社を置き、食品などの通信販売事業を営む企業である。ケフィアグループ約40社を統括する。

## 沿革
1992年創業。2010年、株式会社ケフィアカルチャーと合併、新社屋ケフィア・ビル竣工。
2011年8月、ケフィアグループ傘下の株式会社ケフィア倶楽部（現株式会社ロイヤルユキ、東京都青梅市）がグループを離脱、金銭支払いをめぐってケフィア倶楽部を提訴した。2011年以降、商品購入者にダイレクトメールを送付して募った借入金が増加。2012年4月末頃から取引先への支払いが滞り始めた。
2013年7月期売上高65億5195万円であったが、オーナー制度申込やグループ企業経営指導に伴う入金が急増、2017年7月期には売上高1004億252万円を計上した。2018年6月、オーナー制度利用者への支払い遅延が判明した。
2018年9月3日に、東京地方裁判所から関連企業3社とともに破産手続開始決定を受けた。申立時の債権者数は約3万3700人、負債総額は約1053億円に上る。
2018年9月14日にも関連企業12社が東京地方裁判所から破産手続開始決定を受けた 。同年9月21日には、株式会社ケフィア・ファイナンシャルサービスが、かぶちゃん農園が同年10月1日に、ケフィアグループC&Lなど関連企業3社が同年10月4日に、かぶちゃんファームとかぶちゃん信州乳業が同年10月11日に、かぶちゃんインターナショナルが同年10月15日に、かぶちゃん農園食堂など関連企業3社が11月2日に、カブラキホールディングスが同年12月14日に東京地方裁判所からそれぞれ破産手続き開始決定を受けた。これにより、2018年12月14日現在、経営破綻したグループ企業は28社となった。
代表者であった鏑木秀彌と長男の武弥も、2018年12月14日に東京地方裁判所から破産手続開始決定を受けた。鏑木武弥の長女である辻秀子も2019年2月13日に東京地方裁判所から破産手続開始決定を受けた。
ケフィア・ビルも競売にかけられ、2018年12月21日に16億円で売却された。売却後も破産管財人団の事務所として使用されていたが、2019年3月20日に退去して新しい管財人室へ移転した。
2019年2月6日、警視庁生活経済課は、出資の受入れ、預り金及び金利等の取締りに関する法律（出資法）違反容疑で破産管財人団立会いの下、東京都千代田区の旧本社の家宅捜索を行った。同年2月14日、鏑木武弥が東京都中央区の自宅で自殺した。鏑木武弥に対する破産手続は、相続財産（破産開始決定後の新得財産は除く）の破産手続として続行する。
2019年5月21日、都内でケフィアグループ28社の第1回債権者集会が開催された。約1000人の債権者が出席。配布資料によれば負債総額は1002億7286万円。管財人は、本社ビルなど資産処分を進めており、配当はケフィア事業振興会、かぶちゃん九州、かぶちゃんメガソーラー、ケベッククラブ、九州クラブ、かぶちゃん電力、かぶちゃんファームなど11社で実施できる見込みが伝えられた。
2020年2月18日、警視庁生活経済課は、元代表の鏑木秀彌ら9人を出資法違反（預かり金の禁止）容疑で逮捕し、3月10日には詐欺容疑で鏑木ら当時の幹部7人を再逮捕した。
経営破綻後も幹部に月数十万から数百万円の給与が支払われていたことが判明している。
破産手続開始決定を受けた28社と3個人の内、かぶちゃん農園食堂など関連会社14社と鏑木武弥の相続財産は破産費用不足により、2020年9月16日に東京地方裁判所から破産手続廃止決定を受けた。

## 事業
ケフィアヨーグルトのたね菌の普及・販売を目的に設立。同ヨーグルトの他、かぶちゃん農園などのグループ企業から加工食品を仕入れ、会員制通信販売ウェブサイト「ケフィアカルチャー」で販売する。会員数は公称220万人。
1口5万円の「オーナー制度」を設けていた。
銀行融資を受けず、金銭消費貸借契約により「サポーター」会員から高利で資金を調達していた。
ケフィアグループは、2015年から2017年にかけて、シルク・ドゥ・ソレイユの貸切公演に招待する企画を50人から2905人の規模で複数回おこなった。
ケフィア事業振興会をはじめとする関連会社延べ42社は、保有個人情報を共有管理していた。

## 関連会社・団体
※特記無き事業者は全て株式会社、所在地の「ケフィアビル」は、全て「東京都千代田区神田須田町2-25-16」である。

### 現在の関連会社・団体
| 0  | 名称                               | 所在地                         | 備考                                                                                       |
| -- | ---------------------------------- | ------------------------------ | ------------------------------------------------------------------------------------------ |
| 1  | 日本コミュニティーシステム         | ケフィアビル                   |                                                                                            |
| 2  | ケフィアホールディングス           | ケフィアビル                   |                                                                                            |
| 3  | ケフィアグループ・アド             | ケフィアビル                   |                                                                                            |
| 4  | かぶちゃんランド                   | 長野県飯田市箱川386-1          |                                                                                            |
| 5  | かぶちゃん東海                     | 愛知県名古屋市中村区名駅4-2-25 |                                                                                            |
| 6  | かぶちゃんスイーツ                 | 長野県飯田市川路7592-1         |                                                                                            |
| 7  | かぶちゃん発酵                     | 長野県飯田市川路7592-1         |                                                                                            |
| 8  | かぶちゃん自然エネルギー           | ケフィアビル                   |                                                                                            |
| 9  | かぶちゃんおうちソーラー           | ケフィアビル                   |                                                                                            |
| 10 | かぶちゃん農業インターナショナル   | ケフィアビル                   |                                                                                            |
| 11 | かぶちゃんほし柿加工センター       | ケフィアビル                   |                                                                                            |
| 12 | かぶちゃん市田柿の里               | ケフィアビル                   |                                                                                            |
| 13 | かぶちゃんケフィール               | ケフィアビル                   |                                                                                            |
| 14 | かぶちゃん乳業                     | ケフィアビル                   |                                                                                            |
| 15 | ケフィアのおいしい食卓             | ケフィアビル                   |                                                                                            |
| 16 | ケフィア手仕事のぬくもり           | ケフィアビル                   |                                                                                            |
| 17 | ケフィアグループファッション通販   | ケフィアビル                   |                                                                                            |
| 18 | 一般社団法人ケフィア共済会         | ケフィアビル                   |                                                                                            |
| 19 | ケフィアグループ・ホールディングス | ケフィアビル                   |                                                                                            |
| 20 | ケフィアカルチャー                 | ケフィアビル                   | 2018年7月18日、かぶちゃん高原・柿蔵・かぶちゃん水産・かぶちゃんフードサービスを吸収合併    |
| 21 | かぶちゃんフーコ合同会社           | 東京都千代田区二番町9-3        | 2018年3月15日設立                                                                          |
| 22 | かぶちゃんおいしい実感ショップ     | 愛知県名古屋市中区大須3-38-9   | 2018年7月2日、ケフィアアミューズメントから商号変更 。同月6日、ケフィアビルから所在地変更。 |

### 吸収合併されて解散した企業
| 0 | 名称                     | 所在地                 | 備考                                        |
| - | ------------------------ | ---------------------- | ------------------------------------------- |
| 1 | かぶちゃんフードサービス | 長野県飯田市川路7592-1 | 2018年7月18日、ケフィアカルチャーに吸収合併 |
| 2 | かぶちゃん水産           | ケフィアビル           | 2018年7月18日、ケフィアカルチャーに吸収合併 |
| 3 | 柿蔵                     | 長野県飯田市川路7592-1 | 2018年7月18日、ケフィアカルチャーに吸収合併 |
| 4 | かぶちゃん高原           | 長野県飯田市川路7592-1 | 2018年7月18日、ケフィアカルチャーに吸収合併 |

### 破産手続中の関連会社・団体
| 0  | 名称                               | 所在地                 | 備考                                                                            |
| -- | ---------------------------------- | ---------------------- | ------------------------------------------------------------------------------- |
| 1  | 飯田水晶山温泉ランド               | 長野県飯田市箱川386-1  | 伊那谷道中かぶちゃん村の運営会社 2018年9月3日に東京地裁から破産手続開始         |
| 2  | かぶちゃん九州                     | ケフィアビル           | 2018年9月3日に東京地裁から破産手続開始                                          |
| 3  | かぶちゃんメガソーラー             | 長野県飯田市川路7592-1 | 2018年9月3日に東京地裁から破産手続開始                                          |
| 4  | ケーツーシステム                   | ケフィアビル           | 2018年9月14日に東京地裁から破産手続開始                                         |
| 5  | かぶちゃん電力                     | ケフィアビル           | 2018年9月14日に東京地裁から破産手続開始                                         |
| 6  | かぶちゃんファイナンシャルサービス | ケフィアビル           | 2018年9月14日に東京地裁から破産手続開始                                         |
| 7  | ケベッククラブ合同会社             | ケフィアビル           | 2018年9月14日に東京地裁から破産手続開始                                         |
| 8  | 九州クラブ合同会社                 | ケフィアビル           | 2018年9月14日に東京地裁から破産手続開始                                         |
| 9  | かぶちゃん農園                     | 長野県飯田市川路7592-1 | 2018年10月1日に東京地裁から破産手続開始                                         |
| 10 | コラボ南信州                       | 長野県飯田市川路7128   | 2018年10月4日に東京地裁から破産手続開始                                         |
| 11 | かぶちゃんファーム                 | 長野県飯田市川路7592-1 | 2018年10月11日に東京地裁から破産手続開始                                        |
| 12 | かぶちゃんインターナショナル       | 長野県飯田市川路7592-1 | 登記上の本店所在地はケフィアビルと同一 2018年10月15日に東京地裁から破産手続開始 |
| 13 | カブラキホールディングス           | ケフィアビル           | 2018年12月14日に東京地裁から破産手続開始                                        |

### 破産手続中の関係者
| 0 | 氏名     | 主な役職及びその関係           | 備考                                     |
| - | -------- | ------------------------------ | ---------------------------------------- |
| 1 | 鏑木秀彌 | ケフィア事業振興会前代表取締役 | 2018年12月14日に東京地裁から破産手続開始 |
| 2 | 辻秀子   | 鏑木武弥の長女                 | 2019年2月13日に東京地裁から破産手続開始  |

### 破産手続廃止決定を受けた関連会社・団体・個人
| 0  | 名称または氏名                       | 法人に関しては所在地 個人に関しては主な役職及びその関係 | 備考 |
| -- | ------------------------------------ | ------------------------------------------------------- | --- |
| 1  | ケーアイ・アド                       | ケフィアビル                                            | 2018年9月14日に東京地裁から破産手続開始 2020年9月16日に破産手続廃止決定 2020年10月22日法人格消滅                                       |
| 2  | メープルライフ                       | ケフィアビル                                            | 2018年9月14日に東京地裁から破産手続開始 2020年9月16日に破産手続廃止決定 2020年10月22日法人格消滅                                       |
| 3  | ケフィア・カルチャーカード           | ケフィアビル                                            | 2018年9月14日に東京地裁から破産手続開始 2020年9月16日に破産手続廃止決定 2020年10月22日法人格消滅                                       |
| 4  | ケフィア・クリエイティブ             | ケフィアビル                                            | 2018年9月14日に東京地裁から破産手続開始 2020年9月16日に破産手続廃止決定 2020年10月22日法人格消滅                                       |
| 5  | ケフィアインターナショナル           | ケフィアビル                                            | 2018年9月14日に東京地裁から破産手続開始 2020年9月16日に破産手続廃止決定 2020年10月22日法人格消滅                                       |
| 6  | 一般社団法人柿国際文化協会           | ケフィアビル                                            | 2018年9月14日に東京地裁から破産手続開始 2020年9月16日に破産手続廃止決定 2020年10月22日法人格消滅                                       |
| 7  | 一般社団法人ケフィアグループ振興協会 | ケフィアビル                                            | 2018年9月14日に東京地裁から破産手続開始 2020年9月16日に破産手続廃止決定 2020年10月22日法人格消滅                                       |
| 8  | ケフィア・ファイナンシャルサービス   | ケフィアビル                                            | 2018年9月21日に東京地裁から破産手続開始 2020年9月16日に破産手続廃止決定 2020年10月22日法人格消滅                                       |
| 9  | ケフィアグループC&L                  | 長野県飯田市川路7592-1                                  | 2018年10月4日に東京地裁から破産手続開始 2020年9月16日に破産手続廃止決定 2020年10月23日法人格消滅                                       |
| 10 | 合同会社かきの森                     | 長野県飯田市川路7592-1                                  | 2018年10月4日に東京地裁から破産手続開始 2020年9月16日に破産手続廃止決定 2020年10月23日法人格消滅                                       |
| 11 | かぶちゃん信州乳業                   | 長野県下伊那郡下條村睦沢4331                            | 2018年10月11日に東京地裁から破産手続開始 2020年9月16日に破産手続廃止決定 2020年10月23日法人格消滅                                      |
| 12 | かぶちゃん農園食堂                   | 長野県飯田市川路7600                                    | 天龍峡カフェテリアの運営会社 2018年11月2日に東京地裁から破産手続開始 2020年9月16日に破産手続廃止決定 2020年10月23日法人格消滅          |
| 13 | ケフィア・サプリメント               | ケフィアビル                                            | 2018年11月2日に東京地裁から破産手続開始 2020年9月16日に破産手続廃止決定 2020年10月22日法人格消滅                                       |
| 14 | かぶちゃん製菓                       | 長野県飯田市川路3129-1                                  | 2018年1月、株式会社茶運堂から商号変更 2018年11月2日に東京地裁から破産手続開始 2020年9月16日に破産手続廃止決定 2020年10月23日法人格消滅 |
| 15 | 鏑木武弥                             | かぶちゃん農園前代表取締役 鏑木秀彌の長男               | 2018年12月14日に東京地裁から破産手続開始 2019年2月14日に相続財産の破産手続へ移行 2020年9月16日に破産手続廃止決定                       |

### 経営破綻後に他社へ株式が譲渡された企業
| 0 | 名称               | 所在地                       | 備考                                                                          |
| - | ------------------ | ---------------------------- | ----------------------------------------------------------------------------- |
| 1 | かぶちゃん信州酒造 | 長野県大町市大町2527番地イ号 | 2019年1月9日にかぶちゃん農園が保有していた全株式を譲渡 同時に市野屋へ商号変更 |

#### 市野屋
市野屋は長野県大町市にある慶応元年（1865年）創業の日本酒メーカー。2017年10月にかぶちゃん農園の子会社となり社名を「市野屋商店」から「かぶちゃん信州酒造」に変更したが、かぶちゃん農園の経営破綻後の2019年1月ファンドが全株式を買収し社名を「市野屋」に変更した。